# Cykady wieloletnie
Cykady wieloletnie (Magicicada) – rodzaj owadów z rodziny  cykadowatych, rzędu pluskwiaków o trzynasto- i siedemnastoletnim cyklu rozwoju. Zamieszkują wschodnie i środkowe obszary Ameryki Północnej. Odznaczają się niezwykle długim – jak na owady – życiem, regularnością pojawiania się oraz masowością. W okresie wyroju może się ich pojawiać nawet do 1,5 miliona na akr (4046,86 m²) powierzchni. W Stanach Zjednoczonych powszechnie nazywane są 17-letnią szarańczą, jakkolwiek szarańczowate należą do rzędu prostoskrzydłych (Orthoptera).

## Występowanie
Rozpoznano siedem gatunków cykad wieloletnich. Trzy występują w cyklu 17-letnim (na północy kontynentu):
- M. cassini
- M. septendecim
- M. septendecula

Cztery dalsze występują w cyklu 13-letnim (na południowych obszarach USA):
- M. neotredecima
- M. tredecim
- M. tredecassini
- M. tredecula

## Opis
Cykady wieloletnie są nieco mniejsze od innych, dorocznych cykadowatych: mają 2,5–3 cm długości. Są czarne, z szeroko rozstawionymi oczyma i żółtymi lub pomarańczowymi pasmami na spodzie odwłoka. Skrzydła są przezroczyste. Po przepoczwarzeniu żyją około 30 dni - okres poświęcony na rozmnażanie się. Po zakończeniu okresu godowego samce słabną i umierają. Samice żyją kilka dni dłużej, by móc złożyć jaja (przeważnie w rozwidleniach młodych gałęzi, gdzie robią 6–20 nacięć kory, w których składają do 600 jaj). Ciała martwych cykad (zawierające wysoko wartościowe białko) w znacznym stopniu użyźniają ściółkę leśną. 
Charakterystyczny jest wydawany przez nie dźwięk – tzw. „pieśń zalotna” samców. Siła brzmienia „chóru” grupy tych owadów często przekracza 100 dB.
Są zupełnie nieszkodliwe; nie gryzą, nie żądlą, nie są trujące, nie roznoszą chorób. Nie są też szkodliwe dla dojrzałych drzew i krzewów, choć młode rośliny, zwłaszcza masowo zaatakowane, mogą odnieść poważne uszkodzenia. Dlatego w latach ich przewidywalnego pojawienia nie zaleca się sadzenia nowych roślin wieloletnich. Sadownicy i szkółkarze starają się zabezpieczyć swoje plantacje i winnice siatkami.
W ciągu pierwszych kilku dni po wylęgu cykady (ze względu na miękkość skorup) są łakomym kąskiem dla ptaków, węży, wiewiórek, kotów czy psów. Nie potrafiąc się bronić indywidualnie (latają ospale, wolno, nie wykonują gwałtownych manewrów, często spadają na ziemię) bronią się liczebnością.